# 胸さわぐ苺たち
胸さわぐ苺たち（むねさわぐいちごたち）は、1983年10月13日～1984年1月12日にTBS系列の木曜日20:00〜20:54枠で放映されたテレビドラマ。

## 概要
父親が事業に失敗、更に両親が離婚するという家庭崩壊に直面した梢、恵、舞の三姉妹が、自分たちの青春、生き方、生きている意味などを知ってつかんでいくその姿を描いた。
三女・舞が、本作終了直後の1984年2月に開催されたサラエボオリンピック出場を目指すフィギュアスケート選手という役柄であったため、佐野稔、渡部絵美、ジャネット・リンの、歴代のフィギュアスケートオリンピック代表選手も出演していた。プロデューサーの浅生憲章と市川哲夫は、木曜夜８時枠の復活を託されていた。資生堂が提供の若い女性たちがターゲットのドラマ枠だった。二人が考えたのは、三姉妹の物語であり、モチーフとしては、翌年開かれるオリンピックが択ばれた。末の妹が、フィギュアスケートでオリンピックを目指しているという設定だ。既成のタレントでは、フィギュアを滑る少女はいないので、実際にフィギュアを滑る少女を集め公開オーディションで選んだ。ジャネットリンや渡部絵美が審査員を務め大きな話題を呼んだ。話題性は十分だったが、視聴率は、二桁を少し超えた程度だった。現在ならフィギュアスケートは大人気だが、1983年当時は、
それ程ではなかった。キャスティングに人気者を揃えて、ようやく視聴率二桁を達成したのだ。しかし、カルト的人気は高く当時若者だった世代からは、再放送の希望が多い。泉麻人も、このドラマを高く評価する一人である。
放送から、すでに40年経過しているが今だに再放送を希望するファンは多い。主役を演じた小林麻美人気も再燃しており、フィギュアスケート人気も定着した現在、局側の英断が望まれる。

## キャスト
- 梢（長女）：小林麻美
- 荘太郎：中条静夫
- 恵（次女）：石野真子
- 舞（三女）：原田結実
- 誉田：鶴見辰吾
- 大後：根津甚八
- 宇垣浩司：三浦洋一
- 小野沢理恵：中村玉緒
- 小山明子
- 上原佐知子：范文雀
- 竹中直人
- 菅井きん
- 坂井：寺泉哲章
- 坂井の妻:今出川西紀
- 溝口：水上功治
- サヨ（大後の姪）：四家有紀子
- アキラ：柳沢慎吾
- 大後律子（大後の妻）：高沢順子
- 小野沢（理恵の夫）：小坂一也
- 天野：江幡高志
- ゆかり：遠野友理
- 三樹：コッペ
- 矢野有美
- 佐野稔
- 渡部絵美
- ジャネット・リン

## スタッフ
- プロデュース：浅生憲章 市川哲夫
- 脚本：小林竜雄（全話担当）
- 演出：浅生憲章、赤地偉史、市川哲夫. 塩川和則
- 音楽：難波弘之

## 主題歌
- 松山千春「流れ星」

## サブタイトル
| 話数 | 放送日         | サブタイトル           | 演出     |
| ---- | -------------- | ---------------------- | -------- |
| 1    | 1983年10月13日 | 嵐のまえの三姉妹       | 浅生憲章 |
| 2    | 10月20日       | 三人の夢はどこへ?      | 浅生憲章 |
| 3    | 10月27日       | お金がほしい!          | 赤地偉史 |
| 4    | 11月3日        | 初めてのキッス!        | 市川哲夫 |
| 5    | 11月10日       | 母を許せない!          | 市川哲夫 |
| 6    | 11月17日       | 舞が危ない!            | 塩川和則 |
| 7    | 11月24日       | 一人ぼっちはイヤ       | 浅生憲章 |
| 8    | 12月1日        | 子供ができたの         | 赤地偉史 |
| 9    | 12月8日        | さよならオリンピック   | 市川哲夫 |
| 10   | 12月15日       | ヨコハマ積木くずし     | 塩川和則 |
| 11   | 12月22日       | 聖なる結婚式           | 赤地偉史 |
| 12   | 1984年1月5日   | 札幌のめぐり逢い       | 市川哲夫 |
| 13   | 1月12日        | それぞれのオリンピック | 塩川和則 |

## 各話エピソード
- 第3話「お金がほしい!」は、梢（小林麻美）、恵（石野真子）、舞（原田結実）の3姉妹が家を出てアパート暮しを始めるという回[2]。3姉妹が揃って近所設定の銭湯に行くシーンの撮影がマスメディアを集めて行われた。ロケ場所は品川区武蔵小山の銭湯[2]。開店前の銭湯に大勢のメディアが集結したが、もちろんポロリがないかを期待してのことで、今日ではこのような取材自体がNGかもしれないが、3人とも水着の上に腹巻、下はジョギングパンツを着用し、普段より厚着でとても入浴の格好には見えない。期待したメディアからは「TBSスタッフも意気地がない。『リアルにやれ！』と号令をかければいいのに。遠慮し過ぎ」などと不平の声が上がった。本来こうしたシーンはぬるま湯で行うが、開店前に貸し切ったため、お湯がバッチリ熱く、撮影に苦戦し延々3時間。原田は貧血で口もきけず。小林は「化粧が落ちる！」と騒ぎ、石野は「いやーね、こんな時ばっかり大勢カメラマンがやってきて」と不満を述べ、ほとんど背中を向けたままで本番だけしか前を向かず。メディアからは「大山鳴動して鼠一匹出ず、"胸さわぐ男たち"の期待は見事に空振り」などと皮肉られた[2]。

## 備考
- 福島県のネット局は、1983年10月から同年11月までは福島テレビ（現在はフジテレビ系）で時差ネットで放送され、同年12月にTBS系新局としてテレビユー福島が開局して以降は、最終回までキー局と同時ネットで放送された。
- 第4話（1983年11月3日放送）の一部シーン（アパートのシーン）は、生放送で行われた[3]。